# Gennaro Taveri
Gennaro Taveri (fl. XVIII-XIX secolo) è stato un politico italiano. Fu governatore regio della città di Altamura verso la fine del XVIII secolo. Secondo quanto raccontato da Vitangelo Bisceglia, era originario di Monopoli e, dieci anni prima dei fatti del 1799, aveva soggiornato per qualche mese nella città di Altamura. In tale occasione non aveva fatto concepire una buona opinione di sé per via di alcune storie galanti che ebbe e delle quali Bisceglia non entra nei dettagli. Godeva dell'amicizia del commendatore Marulli, presidente di Lecce, una persona molto influente, e, forte delle sue conoscenze, spadroneggiò nella città di Altamura, accusando onesti cittadini di falsi delitti al fine di estorcere denaro. A causa di questo, molte "doglianze" arrivarono direttamente al re sul suo operato..
Il culmine fu raggiunto allorché, il 2 settembre 1798, partì la coscrizione obbligatoria nel Regno di Napoli, che era stata ordinata a causa dei francesi che minacciavano di invadere il regno e che si protrasse fino al mese di dicembre. Il governatore Taveri estorse denaro ("secondo le finanze di ciascuno") in cambio dell'esonero dalla coscrizione senza distinzione di ceti, cosicché accadde che molti altamurani dovettero vendere le vigne, le case, le pecore, le proprietà al fine di esonerare "il figlio, il fratello, il marito". Il forte malcontento e l'indignazione per questi fatti sfociò nell'uccisione, il 18 gennaio 1799, di Felice Schiraldi e del padre, uomini del governatore, in piazza Duomo, per opera dei Giannuzzi (tra i quali si ricorda Mario Giannuzzi).
Il fatto intimorì Taveri, tanto che la notte del 21 gennaio 1799, scappò con la sua famiglia e in città venne a crearsi uno stato di anarchia, di cui qualcuno forse approfittò e che fu una delle cause della cosiddetta Rivoluzione altamurana (1799).